# Cylisticus convexus
Cylisticus convexus là một loài chân đều trong họ Cylisticidae. Loài này được miêu tả khoa học năm 1778 bởi De Geer.